# Нелінійна сигма-модель
Нелінійна сигма-модель (англ. nonlinear sigma model) - скалярна теорія поля, в якій багатокомпонентне скалярне поле є відображенням простору-часу на ріманівський многовид. Вперше поняття сигма-моделі введено   в 1960 році. Нелінійну сигма-модель було введено   в 1969 році.

## Визначення
Зазвичай нелінійна сигма-модель модель з метрикою {\displaystyle g_{ab}(\phi )} визначається за допомогою наступної дії
{\displaystyle S[\phi ]={\frac {1}{2}}\int _{\Sigma }g_{ab}(\phi )\partial ^{\mu }\phi ^{a}\partial _{\mu }\phi ^{b}~d^{D}x,}
де {\displaystyle \phi ^{a}(x^{\mu })} - компоненти поля {\displaystyle \phi }, {\displaystyle \partial ^{\mu }=\mu ^{\mu \nu }\partial _{\nu }}, {\displaystyle \partial _{\nu }=\partial /\partial x^{\mu }}, {\displaystyle \mu ^{\mu \nu }} - метрика Мінковського. Інтегрування здійснюється по D-вимірному простору {\displaystyle \Sigma }, {\displaystyle x^{\mu }}, {\displaystyle \mu =1,2,...,D} - координати цього простору. Матриця {\displaystyle } як правило додатньо-визначена і залежить від компонент поля.